# 2MASX J13292822+1146255
2MASX J13292822+1146255 ist eine Galaxie im Sternbild Jungfrau auf der Ekliptik. Sie ist schätzungsweise 1,1 Milliarden Lichtjahre von der Milchstraße entfernt. Im selben Himmelsareal befinden sich u. a. die Galaxien NGC 5171, NGC 5176, NGC 5177, NGC 5179.